# Cheang Pou-soi
Cheang Pou-soi (鄭保瑞 zeng6 bou2 seoi6; nascut l'11 de juliol de 1972), també conegut com a Soi Cheang o Bob Cheng , és un director de cinema, productor de cinema, actor i antic guionista de Hong Kong.

## Filmografia
Aquesta és una llista de pel·lícules a les quals ha participat Cheang, n'hi ha d'altres.
| Any  | Pel·lícula                          | Crèdit   | Crèdit    | Notes                                                       |
| Any  | Pel·lícula                          | Director | Productor | Notes                                                       |
| ---- | ----------------------------------- | -------- | --------- | ----------------------------------------------------------- |
| 1999 | Our Last Day                        | Sí       | No        | N/D                                                         |
| 1999 | The House of No Man                 | Sí       | No        | També escriptor de la història                              |
| 1999 | Beach Girl                          | Sí       | No        | N/D                                                         |
| 2000 | Diamond Hill                        | Sí       | No        | També com a guionista                                       |
| 2001 | Horror Hotline... Big Head Monster  | Sí       | No        | També com a guionista                                       |
| 2002 | New Blood                           | Sí       | No        | També com a guionista                                       |
| 2003 | The Death Curse                     | Sí       | No        | N/D                                                         |
| 2004 | Love Battlefield                    | Sí       | No        | N/D                                                         |
| 2004 | Hidden Heroes                       | Sí       | No        | N/D                                                         |
| 2005 | Home Sweet Home                     | Sí       | No        | N/D                                                         |
| 2006 | Dog Bite Dog                        | Sí       | No        | N/D                                                         |
| 2007 | Shamo                               | Sí       | No        | N/D                                                         |
| 2009 | Accident                            | Sí       | No        | N/D                                                         |
| 2012 | Motorway                            | Sí       | No        | Nominat Hong Kong Film Award al millor director             |
| 2014 | The Monkey King                     | Sí       | No        | N/D                                                         |
| 2015 | SPL 2: A Time of Consequences       | Sí       | No        | N/D                                                         |
| 2015 | Two Thumbs Up                       | No       | Sí        | N/D                                                         |
| 2016 | The Monkey King 2                   | Sí       | No        | N/D                                                         |
| 2017 | Paradox                             | No       | Sí        | Nominat Hong Kong Film Award a la millor pel·lícula         |
| 2017 | The Brink                           | No       | Sí        | N/D                                                         |
| 2018 | The Monkey King 3                   | Sí       | Sí        | N/D                                                         |
| 2019 | I'm Livin' It                       | No       | Sí        | Nominat Hong Kong Film Award a la millor pel·lícula         |
| 2020 | Double World                        | No       | Sí        | N/D                                                         |
| 2021 | Limbo                               | Sí       | No        | Nominat Hong Kong Film Award al millor director             |
| 2022 | The Sunny Side of the Street        | No       | Sí        | Nominat Golden Horse Award a la millor pel·lícula narrativa |
| 2023 | Cyber Heist                         | No       | Sí        | N/D                                                         |
| 2023 | Mad Fate                            | Sí       | Executive | Nominat Hong Kong Film Award al millor director             |
| 2024 | Twilight of the Warriors: Walled In | Sí       | Executiu  | N/D                                                         |